# Bistriszkite babi
Bistriszkite babi lub Bistritsa Babi (bułg. Бистришките баби) – ludowy żeński zespół pieśni i tańca ze wsi Bistrica koło Sofii, wykonujący dawne polifonie i tańce z regionu Szopłuk (bułg. Шоплук).
Początki zespołu sięgają ok. 1935/1936 roku, kiedy to powstał zespół folklorystyczny Бистришка четворка, z którym występowały dwa tria żeńskie. Zespół Bistriszkite babi został formalnie utworzony w 1939 lub 1946 roku. W składzie zespołu są przedstawicielki trzech generacji. W 2009 roku zespół tworzyły: Krema Gjorewa, Cwetanka Cenkowa, Ewdokija Batłaczka, Gerginka Wajowa, Sewda Gergowa, Aneta Galewa, Nadeżda Paszalijska, Galina Tanewa a ich menedżerką była Dina Kolewa.
Repertuar zespołu obejmuje pieśni diafoniczne, formy tańca łańcuchowego kolo (bułg. Шопско хоро) oraz ceremonię inicjacyjną dla młodych dziewcząt – łazaruwane (bułg. Лазаруване). 
Diafonia jest formą śpiewu polifonicznego, gdzie jeden lub dwa głosy prowadzą melodię a reszta głosów wykonuje dwu- lub trzyczęściowy burdon. 
Tancerki horo, trzymając się w talii lub za pasek, tańczą w kole, poruszając się w kierunku przeciwnym do ruchu wskazówek zegara. Rytm muzyki i taniec nie są zsynchronizowane. 
Ceremonia łazaruwane, odbywająca się w ostatnią sobotę przed Wielkanocą, wywodzi się z tradycji pogańskiej i jest związana z kultem płodności i rodziny. Uczestniczą w niej dziewczynki w wieku 5-12 lat, ubrane w odświętne stroje tradycyjne, chodzą od domu do domu, śpiewając tradycyjne pieśni i wykonywając tradycyjne tańce, co miało zapewnić domownikom zdrowie, powodzenie i płodność. Dawniej, uczestnictwo w ceremonii było niezbędnym warunkiem do zawarcia małżeństwa.         
Zespół występował m.in. w Wielkiej Brytanii, Francji, Belgii, Włoszech, Niemczech i USA. W 1978 roku otrzymał Europejską Nagrodę dla Twórców Sztuki Ludowej przyznawaną przez Fundację Alfreda Toepfera (niem. Alfred Toepfer Stiftung F. V. S.).   
W 2005 roku polifonie, tańce i tradycje wykonywane przez zespół Bistriszkite babi zostały proklamowane arcydziełem ustnego i niematerialnego dziedzictwa ludzkości a w 2008 roku wpisane na listę niematerialnego dziedzictwa UNESCO.